# Аморин Роша, Рикелме Эрнандес
Рике́лме Эрна́ндес Амори́н Ро́ша (порт.-браз. Rikelme Hernandes Amorim Rocha; род. 16 июля 2003, Куяба) — бразильский футболист, полузащитник клуба «Куяба».

## Клубная карьера
Рикельме — воспитанник клубов «Крузейро» и «Куяба». 6 февраля в поединке Кубка Верди против «Вила-Новы» игрок дебютировал за основной состав последних. 23 октября 2022 года в матче против «Гояса» он дебютировал в бразильской Серии A. в том же году Рикельме на правах аренды выступал за «Дом Боско».